# أب

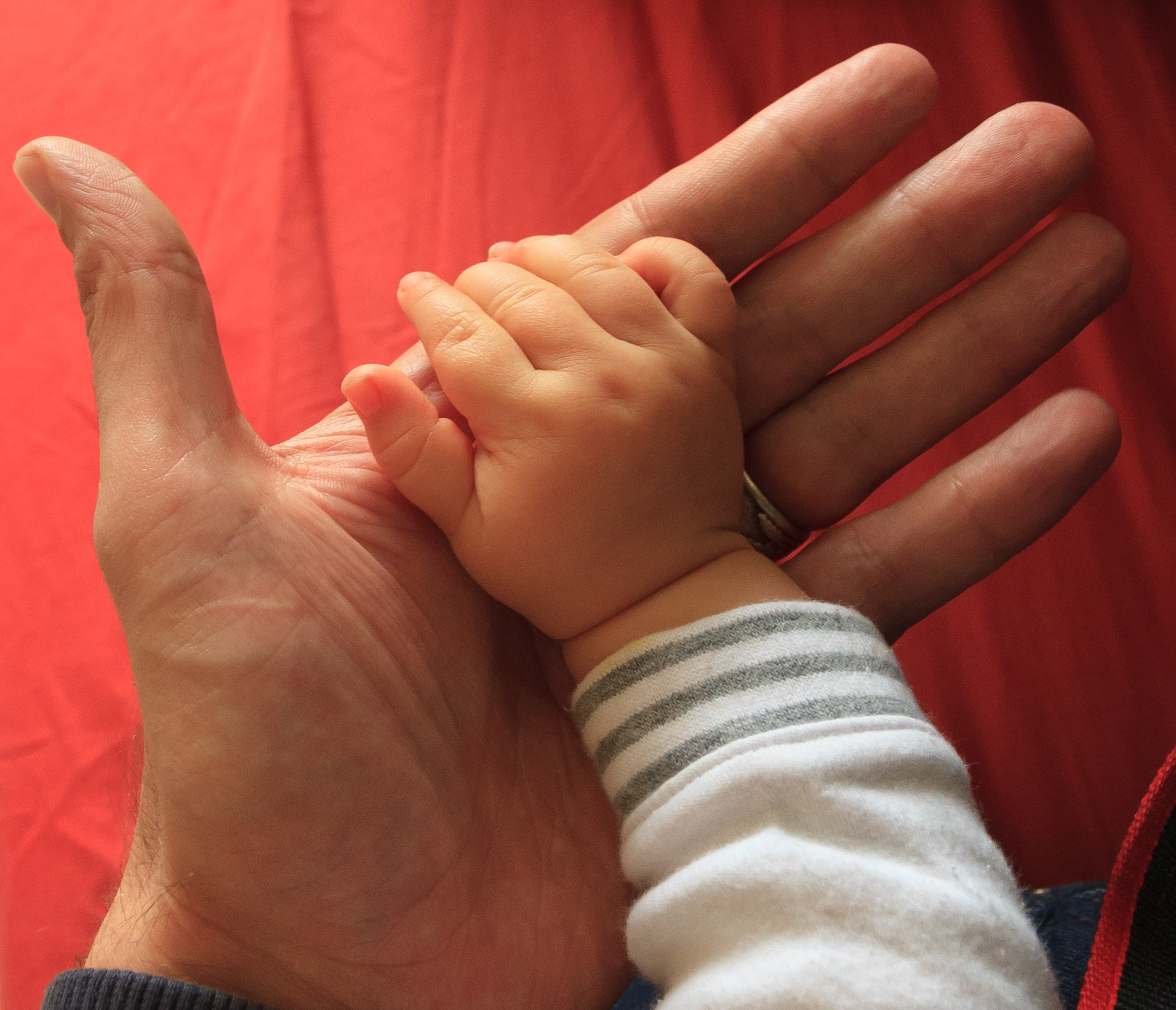
الأبوة مسؤولية بطابع قدسي

الأبُ  هو الوالد الذكر لطفل. وإلى جانب الروابط الأبوية للأب مع أولاده، قد يكون للأب علاقة أبوية وقانونية واجتماعية مع الطفل تحمل في طياتها بعض الحقوق والالتزامات. والأب بالتبني هو ذكر أصبح والد الطفل من خلال عملية التبني القانونية. الأب البيولوجي هو المساهم الوراثي الذكري في تكوين الرضيع، من خلال الجماع أو التبرع بالحيوانات المنوية. قد يكون للأب البيولوجي التزامات قانونية تجاه طفل لم يربيه، مثل الالتزام بالدعم المالي. الأب المفترض هو رجل يُزعم أن له علاقة بيولوجية بطفل ولكن لم يتم إثباتها. وزوج الأم هو زوج أم الطفل، ويمكن أن يشكل وحدة أسرية، ولكنه لا يتمتع عموما بالحقوق والمسؤوليات القانونية للوالد فيما يتعلق بالطفل.

## حقوق الأب
تختلف حقوق الأب في الأبوة فيما يتعلق بأطفاله اختلافًا كبيرًا من بلد إلى آخر، ممَّا يعكس في كثير من الأحيان مستوى المشاركة والأدوار التي يتوقعها ذلك المجتمع.

### إجازة الأبوة
الإجازة الأبوية هي عندما يأخذ الأب إجازة لدعم طفله المولود حديثًا أو بالتبني. بدأت إجازة الأبوة المدفوعة في السويد لأول مرة في عام 1976، وتدفع في أكثر من نصف بلدان الاتحاد الأوروبي. في حالة الأزواج الذكور من نفس الجنس غالبا ما لا ينص القانون على أي من الآباء أو كليهما لأخذ إجازة أبوة.

### حضانة
تزعمُ حركات حقوق الآباء مثل الآباء 4 العدالة أن محاكم الأسرة متحيزة ضد الآباء.

### دعم الطفل
دعم الطفل هو دفعة دورية مستمرة يدفعها أحد الوالدين إلى الآخر؛ وتدفع عادةً من قبل الوالد الذي ليس لديه حضانة.

### احتيال أبوي
يعاني ما يقدر بنحو 2% من الآباء البريطانيين من التناقض الأبوي من خلال حالة عدمِ الأبوة، مما يؤدي إلى تربية طفل يعتقدون خطأ أنه نسلهم البيولوجي.

## الأب علميًا

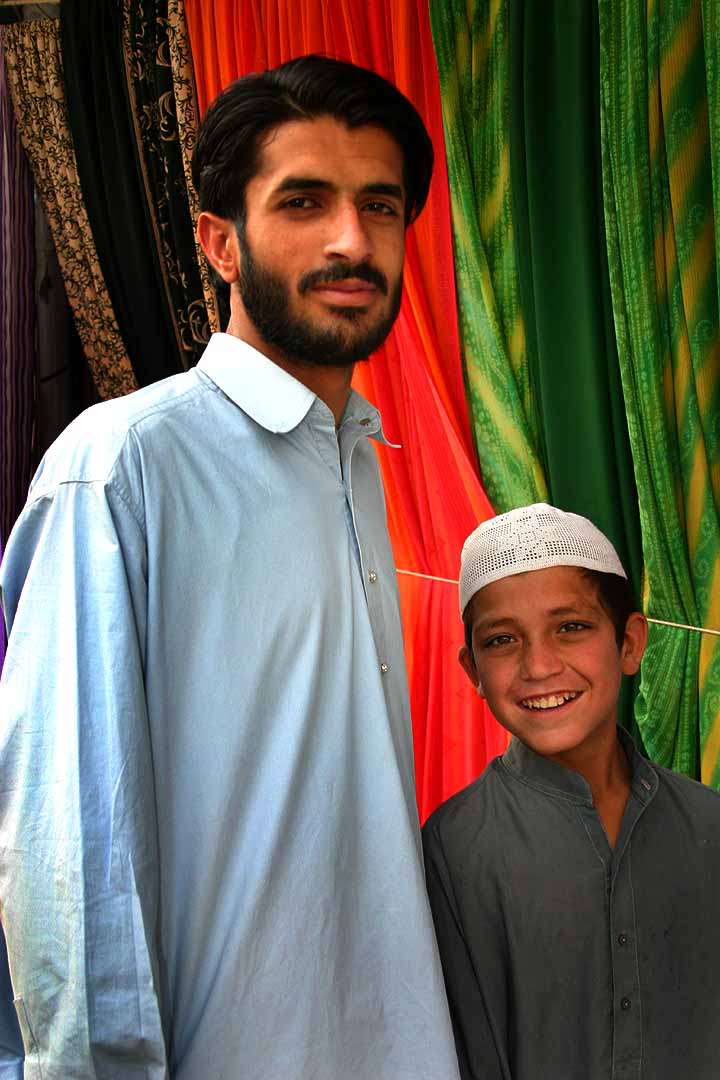
أب بنجابي وإبنه

هو الذكر من الوالدين الذي قام بإخصاب بويضة الأم عبر العملية الجنسية فحملت بجنين. إذا كان ذكرا عند ولادته يدعى ابنًا وإذا كانت أنثى تدعى ابنة.
كما يطلق على الأب كلمة الوالد لتشير للمعنى نفسه.

## دور الأب

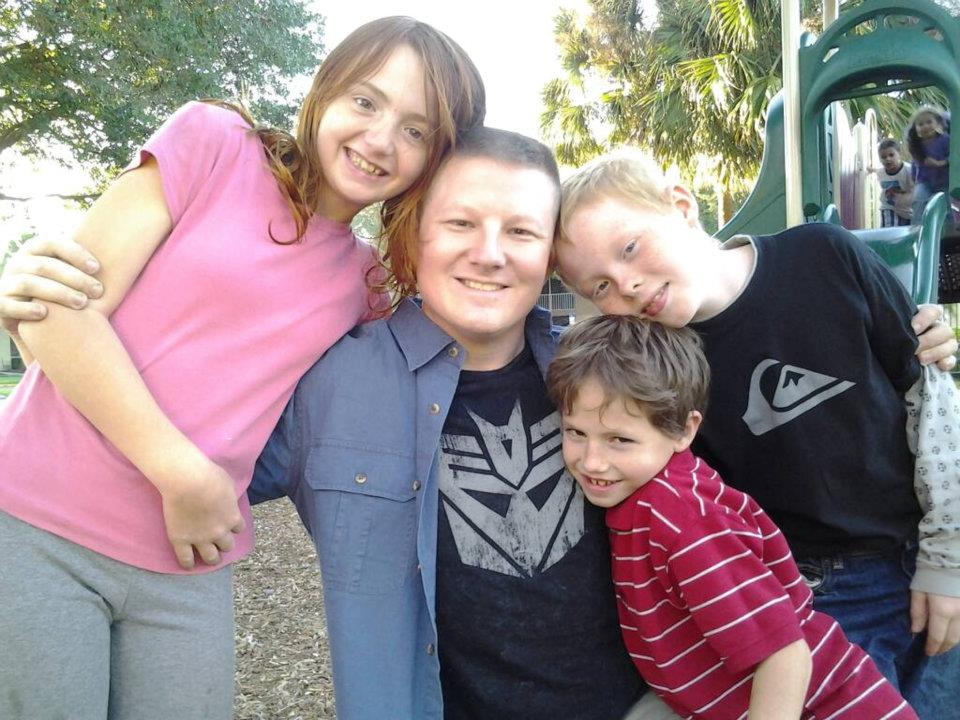
أب وأولاده في فلوريدا

في جميع الثقافات تقريبًا، يُعتبر الآباء من مقدمي الرعاية الثانوية. هذا التصور يتغير ببطء مع تزايد عدد الآباء الذين يصبحون من مقدمي الرعاية الأولية، بينما تذهب الأمهات إلى العمل أو في حالات الأبوة الفردية، الأبوين من نفس الجنس.

## أهمية الأب أو شخصية الأب
قد تلعب شخصيات الأب النشطة دورًا في الحد من السلوك والمشاكل النفسية لدى الشباب. زيادة مشاركة بين الأب والطفل قد تساعد على زيادة الاستقرار الاجتماعي للطفل، والتحصيل التعليمي،:5 وأيضًا قدرتهم على زواج متين عند البُلغ. وقد يكون أطفالهم أيضا أكثر فضولاً بشأن العالم من حولهم ويطورون مهارات أكبر لحل المشاكل. الأطفال الذين تربوا مع الآباء يرون أنفسهم أكثر كفاءة معرفيًا وجسديًا من أقرانهم الذين عاشو دون أب. وأفادت الأمهات اللواتي يربين الأطفال مع الأباء عن نزاعات أقل حدة مع أطفالهن.
الأبوة كهوية مشروعة يمكن أن تعتمد على العوامل والسلوكيات المنزلية. على سبيل المثال، وجدت دراسة للعلاقة بين الآباء وأبنائهم وأجهزة الكمبيوتر المنزلية بأن بناء علاقة بين الآباء والأبناء يتطلب أن يعرض الآباء خبرة في الكمبيوتر.

## العلاقة مع الأطفال

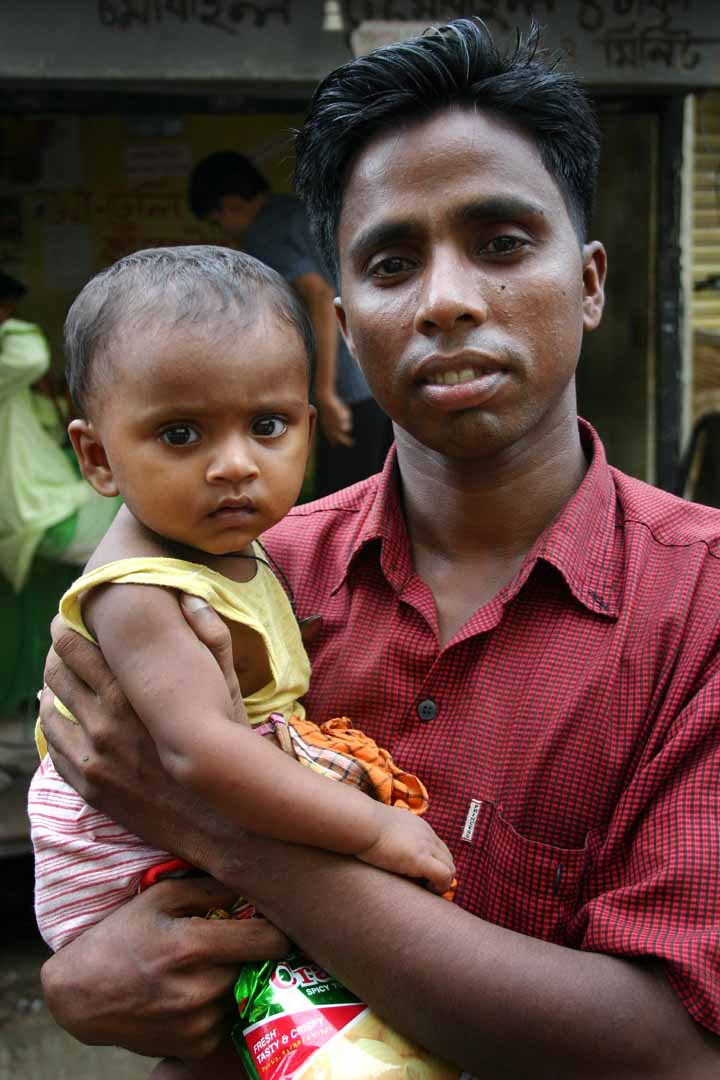
أب من دكا مع ابنه

يتصرف الآباء عادةً بطريقة وقائية داعمة ومسؤولة تجاه أبنائهم. تقع على الأب مسؤولية مشاركة الأم في تربية إبنائهما مع تولي الإنفاق عليهم إلى أن يصيروا قادرين على الاعتماد على أنفسهم اعتمادا تاما.شخصية الأب النشطة قد تلعب دورا في الحد من المشكلات السلوكية والنفسية لدى الشباب والشابات. ارتفاع مشاركة الأب في حياة أبنائه وشخصية الأب نشط يحسن الرفاه الاجتماعي للطفل والإنجازات الأكاديمية وفرصته للزواج. وقد وجدت الدراسات أن الأطفال الذين ربحوا زيادة مشاركة الأب في حياتهم قد تلقوا أعلى الدرجات على تقييمات للنمو المعرفي، مما يدل على تحسين المهارات الاجتماعية وأقل مشاكل سلوكية.
يقاس عادة بمستواه الدراسي أو حالته الاجتماعية (كأن يتزوج).
وتتنوع لفظة الأب بتنوع المكان وسن الابن، فتكون أبي أو أبتي أو أبتاه (في العربية الفصحى)، وقد تكون عند الصغر «بابا» وعند الكبر «يبه» أو «أبوي» أو «آبا» على سبيل المثال (عند العامة).
كما تعدّ لفظة «بابا» في الغالب أول ما ينطق به الطفل.